# 乗鞍スカイライン

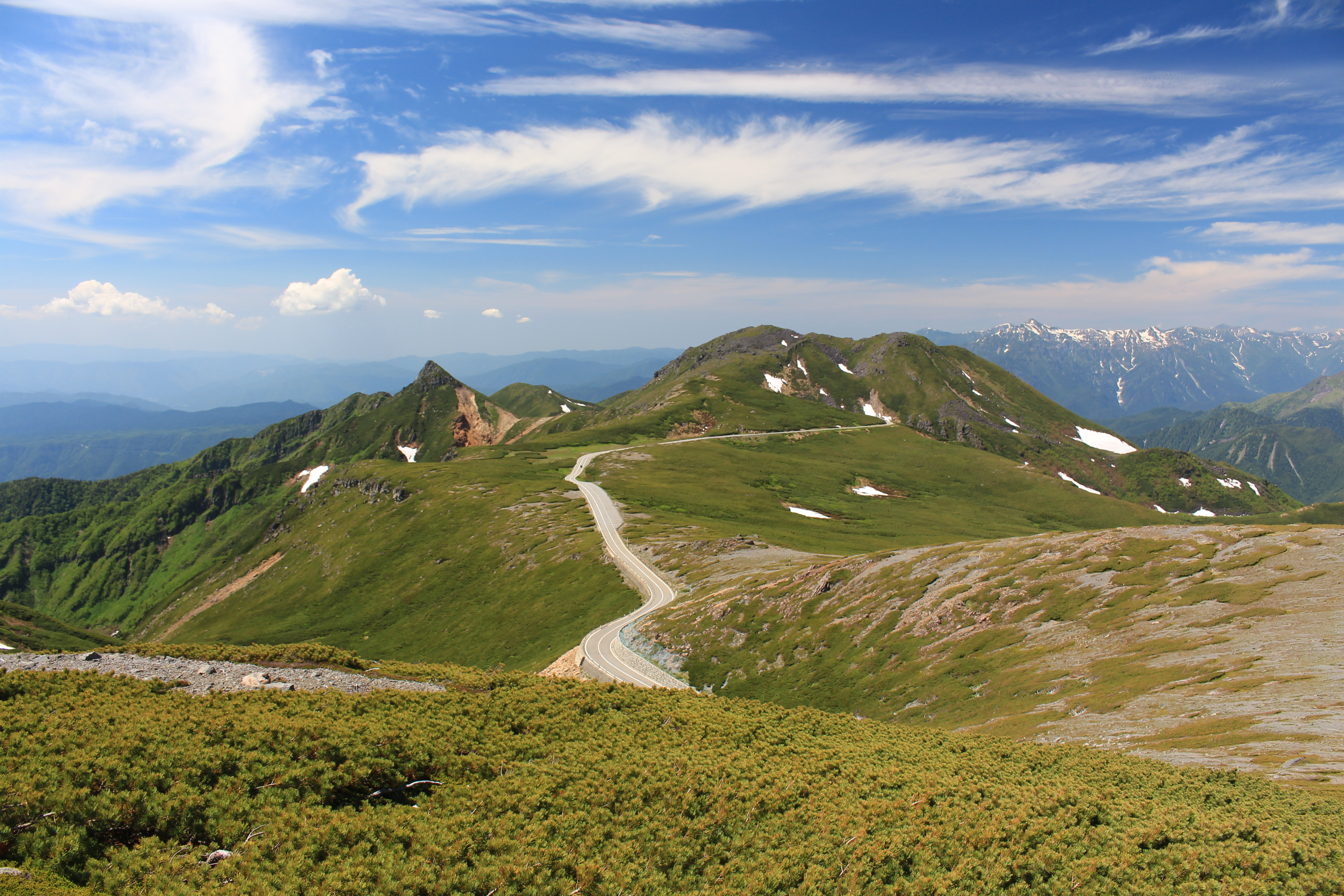
乗鞍岳の大黒岳から望む乗鞍スカイライン

乗鞍スカイライン（のりくらスカイライン）は、岐阜県高山市丹生川町の平湯峠と乗鞍岳畳平を結ぶ山岳観光道路である。岐阜県道5号乗鞍公園線の一部となっている。11月1日から5月14日までは積雪のため通行止め、開通期間はマイカー規制が行われており一般車両は通行できない。

## 概要

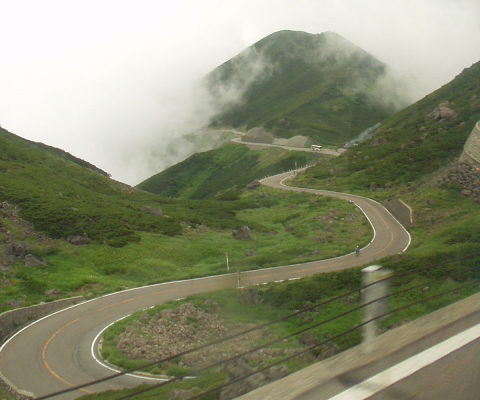
乗鞍スカイライン

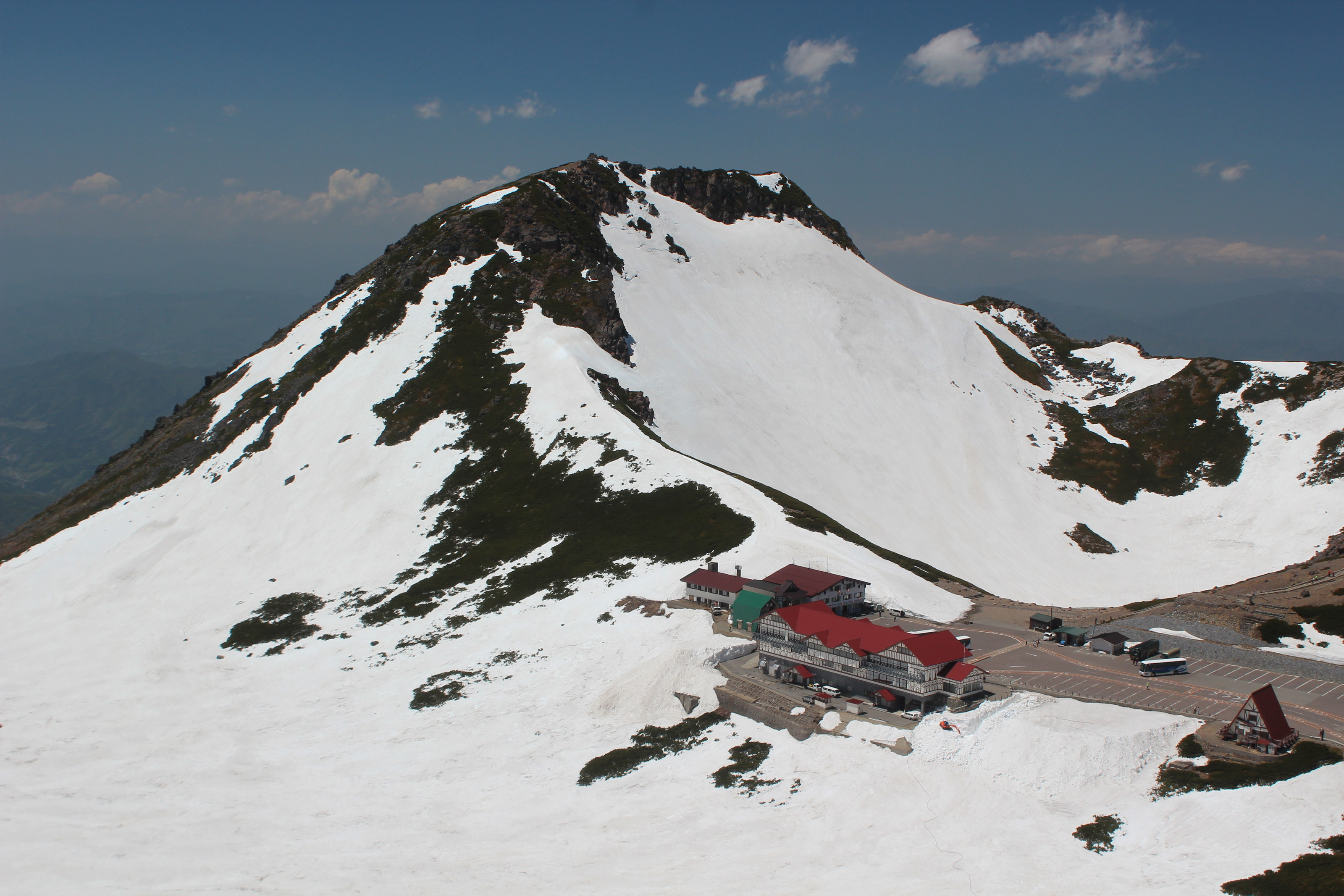
乗鞍鶴ヶ池駐車場と恵比寿岳
（夏期の逆側）

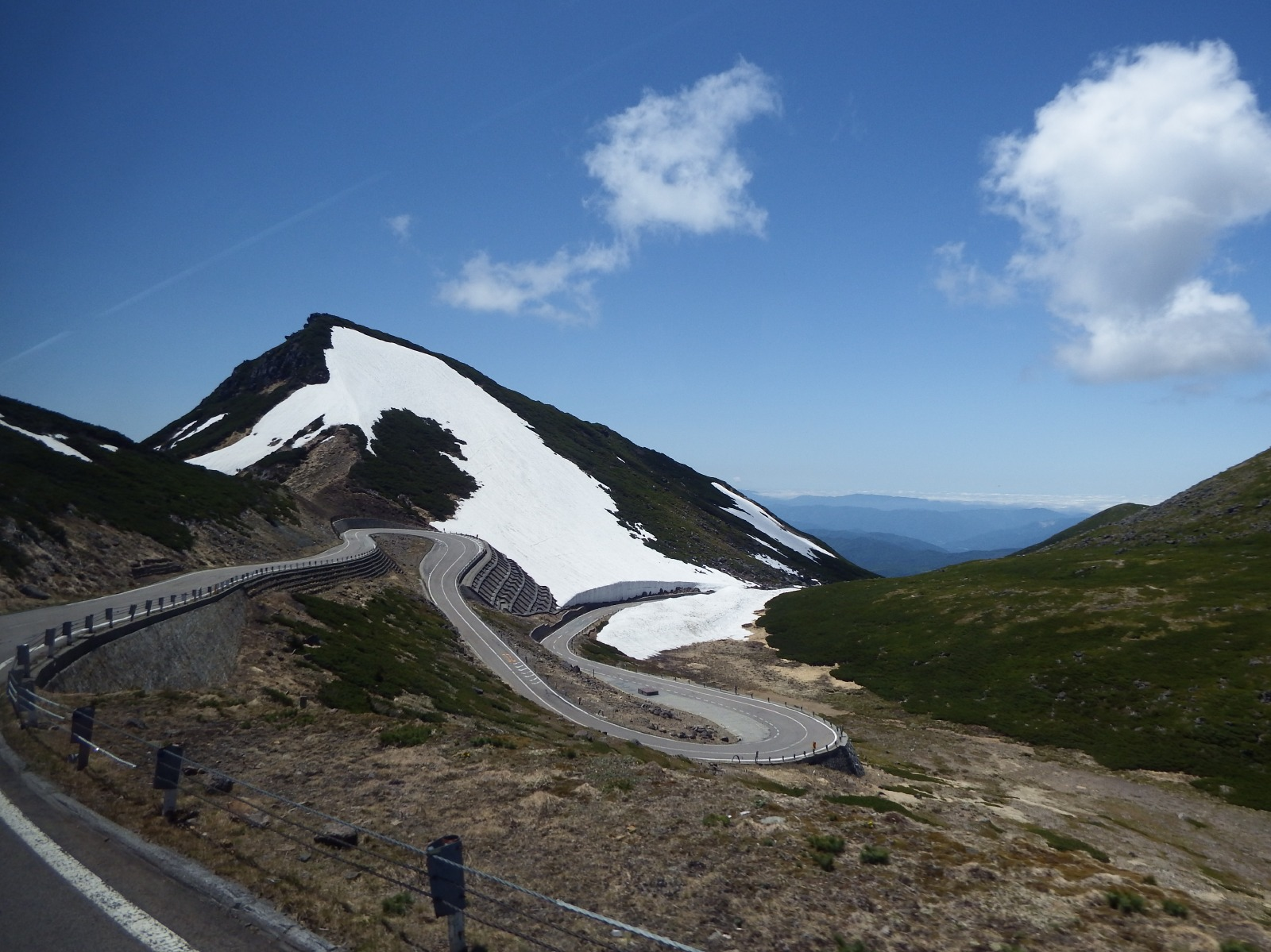
猫岳付近は雪の壁ができる

標高1,684 mの平湯峠を起点とし、標高2,702 mの畳平を終点とする、岐阜県東部の乗鞍岳に向かう延長14.4 kmの山岳観光道路であり、かつては岐阜県道路公社が管理する有料道路であったが、2003年（平成15年）4月1日に無料開放された。
日本一の高度を走ることのできる雲上のスカイラインとして名高く、景観も格別で、夏季は観光客のマイカーで溢れかえり渋滞が続いていた。付近は高山植物の宝庫でもあることから、マイカーによる著しい排気ガスによる自然破壊の進行が問題となっており、さらにはマイカー客による高山植物の摘み取り行為やゴミの持ち込み行為、鳥類など動物への威嚇行為（マイカー客が連れ込んだペットによる威嚇も含む）などの問題もあり、自然保護が叫ばれていた。
乗鞍岳は中部山岳国立公園の「特別保護地区」に指定されており、この渋滞解消と自然保護の観点から、有料道路期間満了に合わせて乗鞍自動車利用適正化協議会を設立し、2003年（平成15年）5月15日から全面的にマイカー規制が実施され、一般車両は通年走行することができなくなった。

### 路線データ
- 路線名：主要地方道乗鞍公園線
- 起点：岐阜県高山市丹生川町久手（平湯峠）
- 終点：岐阜県高山市丹生川町岩井谷（畳平）
- 路線延長：14.4 km
- 道路規格：第3種第4級
- 設計速度：35 km/h（一部20 km/h）
- 幅員：6.5 m（うち道路部：5.5 ｍ）
- 車線数：2車線
- 事業費：16億8000万円
- 工事期間：1969年（昭和44年）12月15日 - 1973年（昭和48年）6月30日
- 有料期間：1973年（昭和48年）07月01日 - 2003年（平成15年）3月31日[注釈 1]
- 営業期間：5月15日から10月31日まで
- 営業時間（夜間通行止め）
  - 5月、6月、10月：07:00から18:00まで
  - 7月、8月、9月：03:30から18:00まで（御来光観光に対応のため）

## 沿革
- 1941年（昭和16年）夏 - 陸軍航空本部が航空用エンジンの高地実験施設を乗鞍岳畳平に建設することを計画。そのための軍用道路として建設を開始[7][11][12]。設計、施工は岐阜県。
- 1942年（昭和17年）秋 - 幅員3.6 m、延長約15 kmが完成。第2陸軍航空技術研究所の乗鞍航空実験所が畳平に設置される[11][12][注釈 2]。
- 1948年（昭和23年）7月 - 岐阜県の県道に編入され県道乗鞍公園線となる[13][14]。
- 1949年（昭和24年）から濃飛乗合自動車による乗鞍登山バスの本格的な運行が始まる（1948年は試験運転で運行）[4]。
- 1954年（昭和29年）1月20日 - 建設省（現・国土交通省）が乗鞍公園線を主要地方道に指定。
- 1955年（昭和30年）6月14日 - 岐阜県が主要県道乗鞍公園線を指定。
- 1969年（昭和44年）12月15日 - 岐阜県開発企業局が有料道路事業として県道乗鞍公園線の拡幅改良工事を開始[7]。
- 1973年（昭和48年）7月1日 - 乗鞍スカイライン有料道路が開通[5][7]。25年の料金徴収期限付きで岐阜県が管理運営。
- 1979年（昭和54年）8月22日 - 乗鞍スカイライン上り口周辺で土砂災害が発生。乗用車1台が巻き込まれて死者3人[15]。
- 1980年（昭和55年）4月1日 - 有料道路事業の管理一元化により岐阜県道路公社に移管される[7]。
- 1983年（昭和58年）
  - 5月15日 - 経営改善を図るため料金徴収期限を25年から30年に延長、料金を改定（大型車I：1,650円から2,250円）。
  - 7月11日 - 200万台突破記念事業を実施。
- 1987年（昭和62年）8月25日 - 300万台突破記念事業を実施。
- 1991年（平成3年）9月2日 - 400万台突破記念事業を実施。
- 1993年（平成5年）5月15日 - 20周年記念式典を実施。「20年のあゆみ」記念誌を発行。
- 1995年（平成7年）10月12日 - 500万台突破記念事業を丹生川村と共催で実施。
- 2000年（平成12年）度 - 600万台突破記念事業を実施。
- 2002年（平成14年）度 - 乗鞍スカイラインファイナルイベントを実施（乗鞍スカイライン記念通行券の特典付き抽選応募券による抽選など[16]）。
- 2003年（平成15年）
  - 3月31日 - 有料道路としての管理運営が終了[7][注釈 3]。
  - 4月1日 - 無料開放[7][注釈 1]。岐阜県道5号乗鞍公園線の一部となる。
  - 5月15日 - マイカー乗り入れを禁止[17]。日本の国立公園で初めて岐阜県による法定外目的税（乗鞍環境保全税）が導入される[18]。
- 2012年（平成24年）8月17日 - 電気自動車の乗り入れ実験を開始[9]。
- 2020年（令和2年）7月7日 - 令和2年7月豪雨により路側崩壊が発生して全面通行止[1][19]。
- 2021年（令和3年）7月22日 - 片側交互通行により開通[1][20]。
- 2022年（令和4年）9月9日 - 2020年の崩落現場が再び崩落し、全面通行止[21]。
- 2024年（令和6年）8月20日 - 一部片側交互通行で約2年ぶりに開通[22][23]。
- 2025年（令和7年）5月15日 - 3年ぶりに5月開通に戻る[24][25]。

## 路線状況
乗鞍スカイラインの利用状況は、1997年（平成9年）が194,631台、1998年（平成10年）が196,593台、1999年（平成11年）が209,188台、2000年（平成12年）が226,263台、2001年（平成13年）が239,031台だった。2003年（平成15年）からマイカー規制の実施が決定したため、2002年（平成14年）は「マイカー登山ラストイヤー」として5月15日の開通式以降、各地から予想を遙かに超えるマイカー利用者が殺到し、9月23日時点で過去最高だった1990年（平成2年）の276,785台を突破し、最終的には365,507台を記録した。
冬季閉鎖があり、10月下旬から5月中旬まで（運用上は11月1日から5月14日まで）の期間は通行することはできない。マイカー規制のため、一般車両の乗り入れは禁止されており、乗り入れを認める車両は、バス（乗合バス、貸切バス、乗車定員11人以上の自家用バス）、タクシー、緊急車両、自転車及び警察署長の許可を得た車両のみである。このため、通行する自動車は皆無に近い状況であるが、マウンテンサイクリングには絶好の道路であり、自転車で往来する自転車ヒルクライマーがよく見られる。
有料道路時代は長らく自転車の通行は禁止されていたが、2003年（平成15年）からは自転車の通行が許可された。2004年（平成16年）からは乗鞍スカイライン・サイクルヒルクライム（自転車ロードレース）が開催されている。

### 規制
いずれも全線（平湯峠ゲート・鶴ヶ池ゲート間）で規制される。
- 冬期通行止（11月1日から翌年5月14日まで）[2][5]
- マイカー規制（バス、タクシー、自転車は規制外）[3][6]
  - 自家用車（二輪車を含む）は全て規制対象でシャトルバスへの乗換えを基本とする[27]。
- 夜間通行禁止（開通期間中）
  - 5月、6月、10月 - 18:00から翌朝7:00まで[3]
  - 7月、8月、9月 - 18:00から翌朝3:30まで[3]

### 山頂駐車場
終点には乗鞍鶴ヶ池駐車場（畳平駐車場）がある。乗鞍スカイラインおよび乗鞍エコーライン（長野県道84号乗鞍岳線）がマイカー規制されているため、これらを通行可能な車両が駐車する際には駐車料金と合わせて乗鞍環境保全税が徴収される（特別車両及び緊急車両は除く）。岐阜県の指定管理者制度により、乗鞍国際観光株式会社が乗鞍鶴ヶ池駐車場の管理業務を行っている。
| 種別                                                                   | 駐車料金 | 内訳                                  |
| ---------------------------------------------------------------------- | -------- | ------------------------------------- |
| 乗車定員が30人以上である自動車（大型バス）                             | 10,330円 | 駐車料金7,330円+乗鞍環境保全税3,000円 |
| 乗車定員が11人以上29人以下である自動車（マイクロバス）                 | 4,650円  | 駐車料金3,150円+乗鞍環境保全税1,500円 |
| 乗車定員が10人以下である自動車又は乗車定員がない自動車（タクシーなど） | 2,080円  | 駐車料金1,780円+乗鞍環境保全税300円   |
| 特別車両（身体障がい者の輸送のための車両）                             | 310円    | 駐車料金310円                         |

### 路線バス
運行ダイヤ・運賃の詳細は、濃飛バスの公式サイトを参照。
乗鞍スカイラインへは、濃飛乗合自動車（濃飛バス）の路線バスが連絡している。かつてはアルピコ交通（松本電鉄バス）との共同運行となっていたが、現在は濃飛バスの単独運行となっている。平湯バスターミナルからほうのき平駐車場（マイカーはここに駐車することになる）を経由して畳平までを結び、片道約1時間10分（ほうのき平からは約45分）で運行されている。

### 通行料金（有料道路時代）
2002年（平成14年）当時の通行料金（片道）。
| 普通車  | 大型車(I) | 大型車(II) | 軽自動車等 | 軽車両等 |
| ------- | --------- | ---------- | ---------- | -------- |
| 1,570円 | 2,360円   | 5,510円    | 1,100円    | 150円    |

### 道路施設
2020年（令和2年）7月7日、令和2年7月豪雨によって平湯峠ゲートにほど近い箇所で路側崩壊が発生して通行止めとなった。そのため、谷側の崩落斜面の地山補強と山側斜面の開削を行い、2021年（令和3年）7月22日に片側交互通行で仮復旧した後、谷側崩落個所に擁壁工を施行して復旧工事が完了したが、2022年（令和4年）9月9日に復旧箇所の擁壁が崩落して再度通行止めとなった。被災箇所に仮設道路と仮橋を設置して2024年（令和6年）8月20日に一部片側交互通行で仮復旧を行った。
この間、改めて被災箇所周辺の地質調査を実施したところ、地下水の影響で岩盤の風化が進んでいるうえ、被災箇所周辺に大小の崩落跡地が多数存在していることから、被災箇所における復旧工事は不適当と判断し、被災箇所及びその前後の脆弱区間を迂回するルート（トンネル）が妥当と判断した。
復旧延長は約800 m（アプローチ部約100 m×2+トンネル約600 m）で、第3種第3級、設計速度40 km/h、道路幅員7.5 m（車道3.0 m×2+路肩0.75 m×2）の2車線道路で、縦断勾配を8.5 %とする。2024年（令和6年）8月10日に乗鞍公園線乗鞍トンネル工事の安全祈願祭が行われた。
トンネルの標高は最低地点が1770 m、最高地点が1820 mになるとされ、安房峠道路の安房トンネル（標高1373 m）を上回り、日本国内で最も高い国道120号金精トンネルの標高1843 mに匹敵する高さとなる。
- 乗鞍トンネル（仮称）：計画延長602 m（NATM、2車線）[37][38]

## 地理
最高点の標高はおよそ2,710 m。終点畳平駐車場の標高は2,702 m。なお、乗鞍岳畳平地域の公共交通機関の車両が走行する最高地点は、乗鞍スカイラインではなく長野県道84号乗鞍岳線（乗鞍エコーライン）の長野県・岐阜県県境地点の標高2,716 m地点で、この地点が車両の走る道路としての日本最高地点であり、日本の公共交通機関車両が到達できる最高地点でもある。桔梗ヶ原付近は長野県域を通行するため、全線が岐阜県に属しているわけではない（県道については岐阜県道5号乗鞍公園線を参照）。
森林限界を超えており、背の高い木は生えておらず、雲の上の景色を見ることができる。山々のピークを避けながら緩やかなカーブが続くワインディングロードで、遠方には穂高連峰を望むことができる。

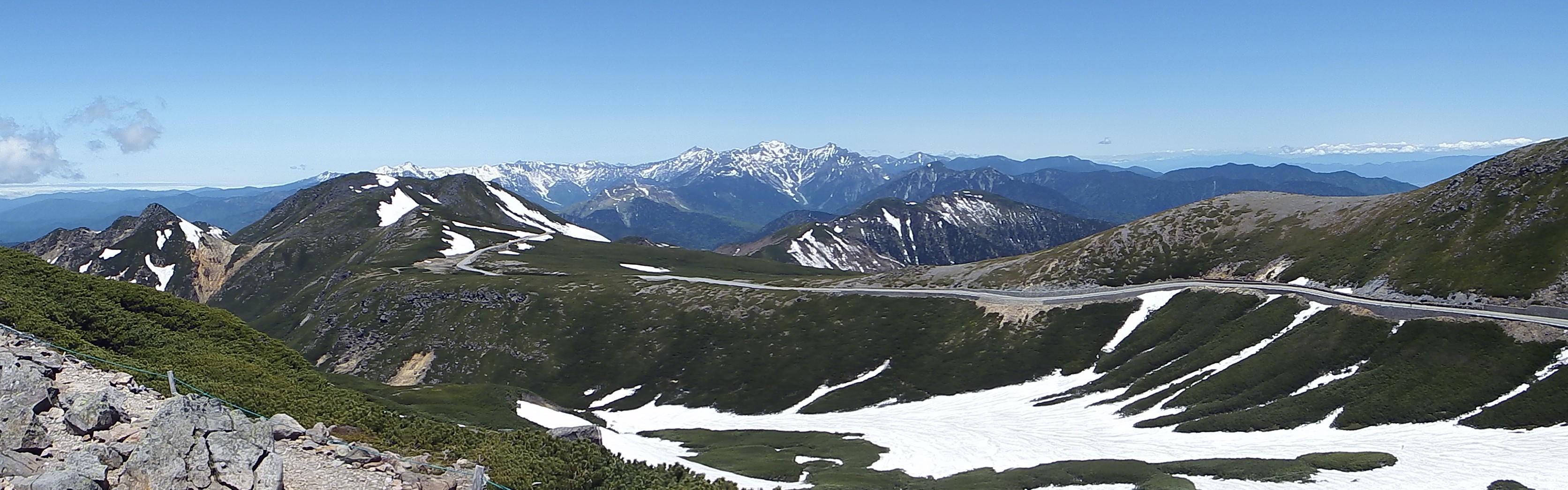
魔王岳より 背後に穂高連峰

### 接続道路
乗鞍スカイラインの区間と接続している道路は以下の通り。
- 岐阜県道485号平湯久手線（起点で接続）
- 乗鞍エコーライン（長野県道84号乗鞍岳線）